# Matteo Castaldo
Matteo Castaldo (ur. 11 grudnia 1985) – włoski wioślarz, brązowy medalista olimpijski z Rio de Janeiro.
Zawody w 2016 były jego pierwszymi igrzyskami olimpijskimi. W Brazylii zajął 3. miejsce w czwórce bez sternika, osadę tworzyli także Giuseppe Vicino, Matteo Lodo i Domenico Montrone. W tej samej konkurencji był mistrzem świata w 2015.